# Sorin Babii
Sorin Babii, född 14 november 1963 i Arad, är en rumänsk före detta sportskytt.
Babii blev olympisk guldmedaljör i pistol vid sommarspelen 1988 i Seoul.